# Rybno (Sorkwity)
Rybno (deutsch Ribben) ist ein Dorf in der polnischen Woiwodschaft Ermland-Masuren. Es gehört zur Landgemeinde Sorkwity im Powiat Mrągowski.

## Geographische Lage
Rybno liegt inmitten der Woiwodschaft Ermland-Masuren, 16 Kilometer südwestlich der Kreisstadt Mrągowo (Sensburg).

## Geschichte

### Ortsgeschichte
Ribben wurde 1526 gegründet, als Georg von Mangmeister, Amtshauptmann in Seehesten (polnisch Szestno), 36 Hufen zu Ribben an vier Getreue verkaufte und mit dem Rest 1528 Engel Stach von Golzheim belehnte, der bis in das 19. Jahrhundert das Gut Ribben besaß. 1785 war Ribben „ein adlig Gut und Kirchdorf mit 27 Feuerstellen“. Am 8. April 1874 wurde Ribben Amtsdorf und damit namensgebend für einen Amtsbezirk, der bis 1945 bestand und zum Kreis Sensburg im Regierungsbezirk Gumbinnen (ab 1905: Regierungsbezirk Allenstein) in der preußischen Provinz Ostpreußen gehörte. 
Aufgrund der Bestimmungen des Versailler Vertrags stimmte die Bevölkerung im Abstimmungsgebiet Allenstein, zu dem Ribben gehörte, am 11. Juli 1920 über die weitere staatliche Zugehörigkeit zu Ostpreußen (und damit zu Deutschland) oder den Anschluss an Polen ab. In Ribben stimmten 200 Einwohner für den Verbleib bei Ostpreußen, auf Polen entfielen keine Stimmen. Bis zum 30. September 1928 waren die Landgemeinde Ribben und der Gutsbezirk Ribben getrennte Verwaltungsbezirke, die dann aber zur neuen Landgemeinde Ribben zusammengelegt wurden.
Als 1945 in Kriegsfolge das gesamte südliche Ostpreußen an Polen fiel, war auch Ribben davon betroffen. Es erhielt die polnische Namensform „Rybno“ und wurde Sitz der Gmina Rybno. Diese wurde 1954 in Gromadas aufgeteilt. Seit 1973 ist Rybno ein Schulzenamt (polnisch sołectwo) der Landgemeinde Sorkwity. Ihr Gebiet gehörte bis 1998 zur Woiwodschaft Olsztyn und seit 1999 zur Woiwodschaft Ermland-Masuren.

### Einwohnerzahlen
| Jahr | Anzahl |
| ---- | ------ |
| 1818 | 325    |
| 1839 | 165    |
| 1871 | 302    |
| 1885 | 323    |
| 1898 | 333    |
| 1905 | 285    |
| 1910 | 248    |
| 1933 | 499    |
| 1939 | 520    |
| 2011 | 461    |

### Amtsbezirk Ribben (1874–1945)
Zum Amtsbezirk Ribben gehörten bei seiner Errichtung 1874 insgesamt 14 Orte. Aufgrund von Strukturveränderungen waren es am Ende noch fünf:
| Name                                     | Polnischer Name | Bemerkungen                                          |
| ---------------------------------------- | --------------- | ---------------------------------------------------- |
| Domp 1938–1945 Kleinsteinfelde           | Dąb             |                                                      |
| Groß Kamionken 1929–1945 Groß Steinfelde | Kamionka Wielka |                                                      |
| Groß Kamionken, Gut                      |                 | 1928 in die Landgemeinde Steinhof eingemeindet       |
| Klein Kamionken                          |                 | 1928 in die Landgemeinde Steinhof eingemeindet       |
| Klein Maradtken                          | Maradki Małe    | 1928 in die Landgemeinde Koslau eingemeindet         |
| Koslau                                   | Kozłowo         |                                                      |
| Koslau, Gut                              |                 | 1928 mit der Landgemeinde Koslau vereinigt           |
| Pierwoy                                  | Pierwój         | 1928 in die Landgemeinde Groß Kamionken eingemeindet |
| Ribben                                   | Rybno           |                                                      |
| Ribben, Gut                              |                 | 1928 in die Landgemeinde Ribben eingemeindet         |
| Rosoggen                                 | Rozogi          |                                                      |
| Rosoggen, Gut                            |                 | 1928 in die Landgemeinde Rosoggen eingemeindet       |
| Roßgarten                                | Kobylec         | 1928 in die Landgemeinde Koslau eingemeindet         |
| Steinhof                                 | Kamionka        |                                                      |

Am 1. Januar 1945 bildeten noch die Orte Groß Steinfelde, Koslau, Ribben, Rosoggen und Steinhof den Amtsbezirk Ribben.

## Gut Ribben

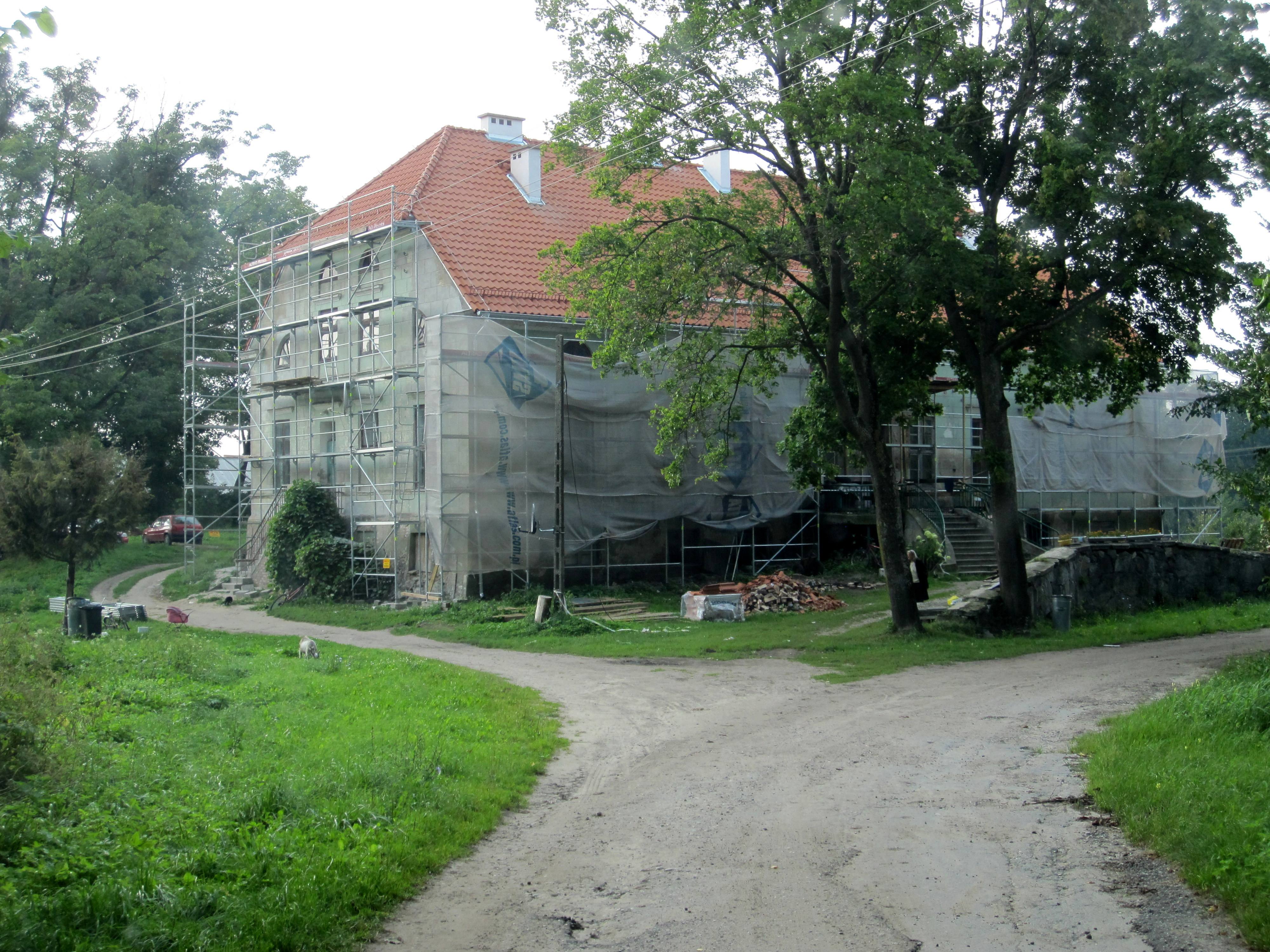
Das ehemalige Gutshaus Ribben in Rybno

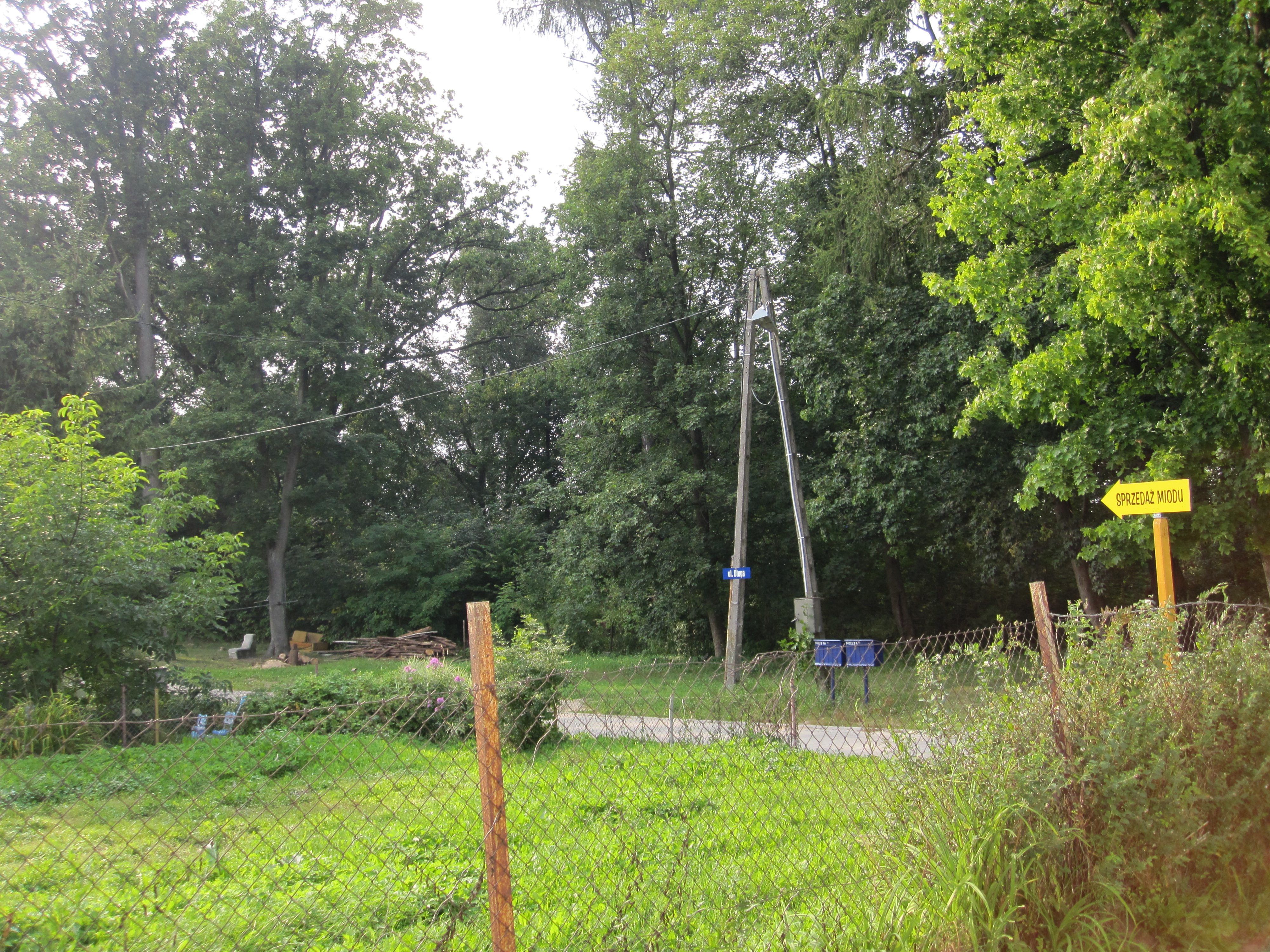
Blick in den ehemaligen Gutspark

Im Jahre 1905 war Armin von Tyszka, seines Zeichens Landrat in Lötzen (polnisch Giżycko), der Eigentümer und Georg Falk der Verwalter des Gutes Ribben. Es umfasste damals 1.030 Hektar, davon 621 ha Ackerfläche, 166 ha Wiesen, 22 ha Weiden, 61 ha Holzungen, 10 ha Wege und Unwege sowie 150 ha Wasser. Zum Besitz gehörten 51 Pferde, 266 Stück Vieh, 90 Kühe und 99 Schweine.
Aufgrund der Bestimmungen des Versailler Vertrags stimmte die Bevölkerung im Abstimmungsgebiet Allenstein, zu dem das Gut Ribben gehörte, am 11. Juli 1920 über die weitere staatliche Zugehörigkeit zu Ostpreußen (und damit zu Deutschland) oder den Anschluss an Polen ab. Auf dem Gut Ribben stimmten 120 Einwohner für den Verbleib bei Ostpreußen, auf Polen entfielen keine Stimmen.
Das kompakte Herrenhaus wurde in der zweiten Hälfte des 19. Jahrhunderts errichtet. Anfang des 20. Jahrhunderts übernahm der Staat den Besitz und verpachtete die Ländereien – damals 865 Hektar. Letzter Pächter des Guts war Hans Blum. 2001 war es Eigentum der Agencja Własności Rolnej Skarbu Państwa (AWRSP – Staatliche Agentur für Landwirtschaftliche Immobilien).
Im Gutspark hat sich ein alter Baumbestand, vornehmlich Eichen, erhalten.

## Kirche

### Kirchengebäude

#### Evangelische Kirche
Schon zur Zeit des Deutschen Ordens stand in Ribben eine Kirche. Sie musste 1841 geschlossen werden, und der Gottesdienst wurde 14 Jahre lang in einem Insthaus und in der Schule gehalten. Die neue Kirche konnte am 2. Dezember 1855 eingeweiht werden, zunächst ohne Turm mit einem seitlichen Glockenstuhl. Später nahm ein holzverschalter Dachturm die Glocken auf.
Dem Gebäude fehlte jahrelang die geeignete Bauunterhaltung. Die finanziellen Kosten wachsen der zuständigen Kirchengemeinde in Sorkwity (Sorquitten) über den Kopf. Es ist an eine Übergabe an die katholische Gemeinde gedacht worden.

#### Katholische Kirche St. Bonifatius

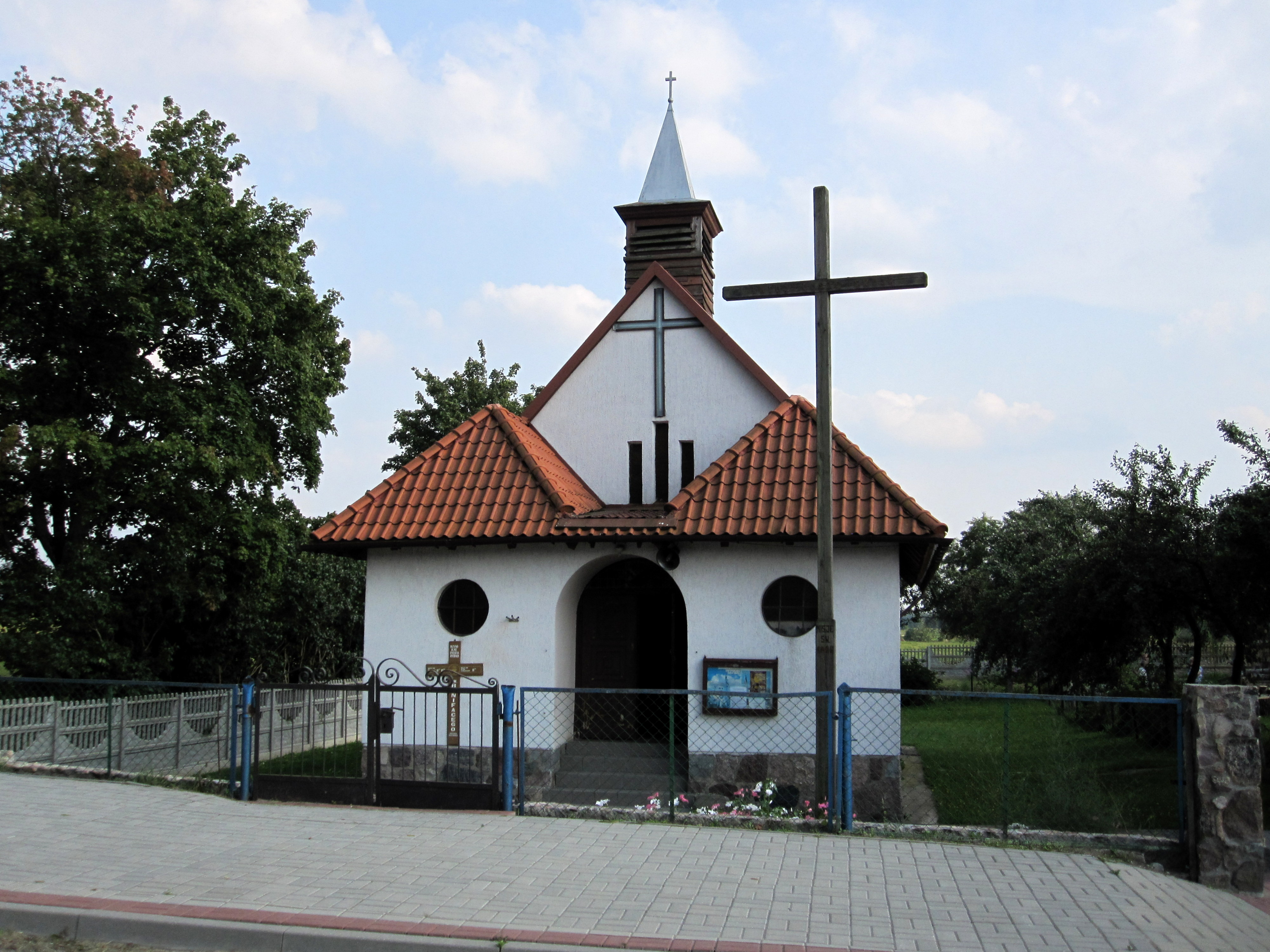
Katholische St.-Bonifatius-Kirche Rybno

Aus dem Jahre 1928 stammt die Kapelle, die jetzt Pfarrkirche der katholischen Pfarrgemeinde in Ribben ist. Ein freistehender Glockenträger verwahrt das Geläut.

### Kirchen-/Pfarrgemeinde
Bereits in vorreformatorischer Zeit wurde die Kirche in Ribben gegründet. In der Dorfchronik wurde im Jahre 1483 ein Kirchenpatron erwähnt.

#### Evangelische Kirchengemeinde

##### Kirchengeschichte
Im 16. Jahrhundert hielt die Reformation Einzug in Ribben, und die Pfarrstelle wurde mit einem lutherischen Geistlichen besetzt. Die Pfarrei war anfangs der Inspektion Rastenburg (polnisch Kętrzyn) zugeordnet, später gehörte sie zum Kirchenkreis Sensburg in der Kirchenprovinz Ostpreußen der Kirche der Altpreußischen Union. Bei der Volkszählung 1925 registrierte die Pfarrei 2.500 Gemeindeglieder, die in mehr als 20 Kirchspielorten wohnten. Das Kirchenpatronat war aufgeteilt und wurde wahrgenommen von der Domäne Ribben (Domänenfiskus), den Rittergutsbesitzern von Rosoggen (polnisch Rozogi) und Gaynen (Gajne) sowie dem Hospital Bosemb (Boże).
Trotz Flucht und Vertreibung der meisten Einwohner Ribbens konnte sich in Rybno eine evangelische Gemeinde halten. Sie lebt unter zahlreichen neuzugezogenen polnischen Katholiken in der Diaspora und wird von der Pfarrei in Sorkwity versorgt. Diese ist Teil der Diözese Masuren in der Evangelisch-Augsburgischen Kirche in Polen.

##### Kirchspielorte (bis 1945)
Zum Kirchspiel Ribben gehörten vor 1945 die Dörfer, Ortschaften und Wohnplätze:
| Name                                  | Polnischer Name |  | Name                                  | Polnischer Name   |
| ------------------------------------- | --------------- |  | ------------------------------------- | ----------------- |
| *Borowen 1938–1945: Prausken          | Borowe          |  | Maradtkenwalde                        | Maradzki Chojniak |
| *Borowerwald 1938–1945: Prauskenwalde | Borowski Las    |  | Maradtkenwolka                        | Wola Maradzka     |
| *Gaynen                               | Gajne           |  | Neusorge                              | Karczewiec        |
| *Glognau                              | Głogno          |  | Pillacken                             | Piłaki            |
| Heinrichshöhe                         | Tyszkowo        |  | Pillackermühle                        | Piłak             |
| Klein Maradtken                       | Maradki Małe    |  | *Ribben                               | Rybno             |
| Klein Rosoggen                        | Babięty         |  | *Rosoggen                             | Rozogi            |
| *Koslau                               | Kozłowo         |  | Roßgarten                             | Kobylec           |
| Leschienen                            | Lesiny          |  | Schönruttkowen 1938–1945: Schönrauten | Rutkowo           |
| *Maradtken                            | Maradki         |  | Sophienthal                           |                   |

Nach 1945 wurde Rybno Filialkirche der Pfarrei Sorkwity.

##### Pfarrer (bis 1945)
Bis 1945 war die evangelische Kirche in Ribben eine Pfarrkirche. Als Geistliche waren tätig:
- Valentin Brodovius, 1575
- Friedrich Foray
- Christoph Fröhlich, 1661–1665
- Johann Schröder, 1667–1700
- Johann Schröder, 1701–1721
- Tobias Knobbe, bis 1733
- Friedrich Krüger, 1734–1737
- Karl Wilhelm Halecius, 1740–1743
- Johann Friedrich Fleischer, 1744–1757
- Johann Eberhard Thomas, 1757–1772
- Christoph Lisiewski, 1752–1813
- Johann Friedrich Biehahn, 1814–1816
- Karl Ludwig Floeß, 1823–1837
- Johann Friedrich Brzoska, 1838–1858
- Anton Emil Willamowski, bis 1870
- August Friedrich Myckert, 1870–1882
- Eduard Gustav Tomzig, 1883–1894
- Hermann Adam Skowronnek, 1895
- Karl Heinrich Will, 1895–1903
- Max Will, 1903–1909
- Otto Kowalzik, 1909–1927
- Helmut Grämer, 1927–1928
- Franz Kahnert, 1928–1932
- Johannes Timm, 1934–1936
- Willi Loebel, 1938–1945

Heute ist die Kirche Rybno eine Filialkirche. Die Geistlichen amtieren von Sorkwity aus.

#### Katholische Pfarrgemeinde
Das Dorf Ribben wurde 1860 in die katholische Pfarrei Bischofsburg (polnisch Biskupiec) eingepfarrt. Hier verblieb es bis 1894, als Ribben in die neu geschaffene Pfarrei Kobulten (Kobułty) umgegliedert wurde. Damit gehörte es zum Dekanat Seeburg (Jeziorany), dann von 1939 bis 1945 zum Dekanat Bischofsburg im damaligen Bistum Ermland. Nach 1945 stieg in Rybno die Zahl der katholischen Kirchenglieder. Am 21. April 1990 wurde hier eine eigene Pfarrei errichtet, die dem Bischof und Märtyrer Bonifatius (Św. Bonifacego Biskupa i Męczennika) gewidmet ist. Sie ist dem Dekanat Mrągowo II im jetzigen Erzbistum Ermland zugeordnet.

## Verkehr
Rybno liegt an der verkehrstechnisch bedeutenden Woiwodschaftsstraße 600, die die beiden Regionen Mrągowo (Sensburg) und Szczytno (Ortelsburg) miteinander verbindet. Außerdem verbinden zwei kleinere Nebenstraßen den Ort mit der Region. Ein Anschluss an den Schienenverkehr besteht nicht.

## Persönlichkeiten

### Aus dem Ort gebürtig
- Armin von Tyszka (1864–1934), Verwaltungsbeamter, Landrat des Kreises Lötzen; geboren auf Gut Ribben
- Hellmuth Will (1900–1982), Verwaltungsjurist und von 1933 bis 1945 letzter Oberbürgermeister von Königsberg
- Willi Erdmann (* 1937), Rechtswissenschaftler, Richter am Bundesgerichtshof.

### Mit dem Ort verbunden
- Gotthard von Tyszka (1801–1877), Jurist und Mitglied des Deutschen Reichstags, war von 1830 bis 1864 Gutsherr auf Ribben.